# 외포초등학교 이수분교
외포초등학교 이수분교는 경상남도 거제시 장목면 이수도길 10 (시방리)에 있었던 분교이다.

## 연혁
- 1940.05.20 장목공립심상소학교 부설 이수간이학교 개교
- 1944.03.30 이수공립국민학교로 승격
- 1984.03.01 대금국민학교 이수분교장 개설
- 1998.03.01 외포초등학교로 이관 (외포초등학교 이수분교)
- 2004.02.17 제42회 졸업식(누계 568명)
- 2004.03.01 본교로 통폐합